# Jussi Halla-aho
Jussi Kristian Halla-aho (Tampere, 27 aprile 1971) è un politico finlandese, Presidente dell'Eduskunta dal 20 giugno 2023.
Esponente del partito Veri Finlandesi, nel 2008 è stato eletto al consiglio comunale di Helsinki, nel 2011 al parlamento finlandese e nel 2014 al Parlamento europeo, ove si è iscritto al Gruppo dei Conservatori e dei Riformisti Europei.
Il 13 marzo 2017 ha annunciato che si sarebbe candidato alle elezioni primarie del partito; il 10 giugno successivo ne è divenuto leader.